# Jesziwa Bar-Ilana
Jesziwa Bar-Ilana, pełna nazwa Miejsce Spotkań Sztuki i Nauki im. Bar-Ilana (hebr. הישיבה לאמנויות ולמדעים בר-אילן) – izraelska religijna instytucja edukacyjna znajdująca się w osiedlu Lew ha-Ir w Tel Awiwie.

## Historia
Budynek został wybudowany w latach 30. XX wieku. Przez długie lata znajdowała się w nim państwowa szkoła religijna. Do końca lat 60. odbywały się w nim próby Chóru Kameralnego Tel Awiwu, prowadzonego przez kantora Shlomo Ravitza.
Współczesna jesziwa została założona przez rabina Meira Bar-Ilana. Szkoła reprezentuje idee syjonizmu religijnego. Dzięki inicjatywie rabina Aharona Greuzego powstało tutaj Miejsce Spotkań Sztuki i Nauki im. Bar-Ilana.
System nauki w szkole jest taki sam jak w każdej jesziwie: rano odbywają się zajęcia z religii i przedmiotów ogólnych. Dodatkowo wprowadzono sztukę, muzykę, sztuki wizualne oraz kino.